# Bocchoris pulverealis
Bocchoris pulverealis là một loài bướm đêm trong họ Crambidae.